# 9 〜ナイン〜
『9 〜ナイン〜』は、2017年7月1日に公開された日本映画。TWILIGHT FILEシリーズ32作目。主演は市來玲奈。他に丸山敦史、前田日明、亀田大毅、中島健、南羽翔平が出演。

## 登場人物
- 佐伯小夜 - 市來玲奈（元乃木坂46）
- 風間亮 - 丸山敦史
- 岡優太 - 中島健
- 峰健一 - 南羽翔平
- 丸山鉄 - 太田光る
- 田山泰 - 深澤大河
- 長谷川圭子 - 青野紗穂
- 長谷川慎之介 - 長田成哉
- ボクシングジムOB 久保寺丈 - 黒石高大
- 元世界チャンピョン 金崎光太郎（会長の息子） - 亀田大毅
- 黒杉拓馬 - 菊池勇輝
- 灰原辰巳 - 内藤秀一郎
- 吉沢あかり - 桑原みずき（元SKE48）
- 春田博文 - 橋本真一（友情出演）
- 長谷川凌一 - 前田日明
- 田山静江 - さとう珠緒
- 釘咲陽三 - 原口あきまさ
- 村瀬開発 社長 村瀬竜三 - 湯江タケユキ
- 芸能事務所 鮫島良太 - ビートきよし
- 田原 - 板東英二
- ボクシングジム会長 海藤武士 - 岡崎二朗

## スタッフ
- エグゼクティブプロデューサー / 製作 - 神品信市
- プロデューサー - 牧厚
- 監督 - 石川二郎
- 原作 – 堤泰之
- 助監督 - 山口通平
- 撮影 / 照明 - 中尾正人
- 録音 - 松島匡
- 製作チーフディレクター - 西村克也
- 製作ディレクター - 愛澤元重　奥村伸也　劔持岳　佐藤美貴　西村直人　山多裕生　藤田力　鳩貝茂樹
- 製作アシスタント - 加藤聡　長岡真央　平野真也
- 音楽ディレクター - TOSHIMITSU
- 製作 - MIRAI PICTURES JAPAN
- 配給 - MIRAI